# Томас Улф
Томас Улф (на английски: Thomas Wolfe) е американски драматург, поет и писател на произведения в жанра драма. Част е от т.нар. „изгубено поколение“.

## Биография и творчество
Томас Улф е роден на 3 октомври 1900 г. в Ашвил, Северна Каролина, САЩ, в семейството на Уилям Улф и Джулия Уестал. Баща му е каменоделец на надгробни плочи, а майка му е успешен брокер на недвижими имоти. Той е най-малкият от осемте братя и сестри в семейството.
На 15 години започва да учи в Университета на Северна Каролина в Чапъл Хил. Членува в Диалектичното и филантропно общество и във „Фи Капа Фи“. През 1919 г. се записва на курс по драматургия. Първата му пиеса „Завръщането на Бък Гавин“ е изпълнена от студентския театър. Редактор е на студентския вестник на университета и печели наградата „Уорт“ за философското си есе „Кризата в индустрията“. Завършва с бакалавърска степен през юни 1920 г.
През септември постъпва в Харвардския университет, където учи драматургия при Джордж Пиърс Бейкър. Там е изпълнена пиесата му „Планините“. През 1922 г. получава магистърска степен, но продължава да учи още една година с Бейкър. През февруари 1924 г. се мести в Ню Йорк и започва да преподава английска филология като инструктор в Нюйоркския университет – длъжност, която периодично заема в продължение на почти седем години.
В Ню Йорк не успява да реализира пиесите си, главно заради голямата им продължителност, и затова той се насочва към писането на разкази и романи. Към края на 1924 г. пътува до Англия, Франция, Италия и Швейцария, за да пише. На връщане в САЩ се среща със сценографката на Театралната гилдия Алин Бернщайн. Те имат бурна афера в продължение на 5 години, а тя му оказва силно влияние, насърчавайки и финансирайки го.
Той се завръща в Европа през лятото на 1926 г. и започва да пише ръкописа на първия си роман. Финалната версия на ръкописа му е редактирана от Максуел Перкинс, тъй като е бил прекалено дълъг, над 1100 страници и с по-експериментален стил. Първият му полуавтобиографичен роман „Погледни към дома, ангеле: История на един погребан живот“ е издаден през 1929 г. Той описва ранните си преживявания в Ашвил и хронифицира семейството, приятелите и гостите в пансиона на майка му, като променя имената им. Романът предизвиква брожение в Ашвил заради описаните над 200 тънко прикрити местни герои, включително на зле представени членове на семейството му. Затова Улф предпочита да остане далеч от Ашвил в продължение на осем години, като една от тях прекарва в Европа със стипендия Гугенхайм.
Вторият му роман „Of Time and the River“ (Времето и реката) е издаден през 1935 г. и е базиран на връзката му с Бернщайн. Той е част от втория му многотомен ръкопис, наречен „Scribner“, който отново е редактиран и съкратен от Перкинс, за да получи търговска реализация.
Улф прекара много време в Европа и е особено популярен и приет в Германия. През 1936 г. той е свидетел на инциденти на дискриминация срещу евреи, което го разстройва и променя мнението си за политическото развитие в страната. Връщайки се в САЩ, публикува разказа „I Have a Thing to Tell You“ (Имам нещо да ти кажа) въз основа на своите наблюдения. След публикуването му, германското правителство го обявява за персона нонграта и забранява публикуването на книгите му.
През 1937 г. е публикуван разказът му „Чикамауга“ – история на фона на едноименната битка по време на Гражданската война в САЩ.
През 1938 г., след като предава множество ръкописи на новия си редактор Едуард Асуел, започва обиколка на Западните Съединени щати и националните паркове там. През юли се разболява от пневмония в Сиатъл. След усложнения е диагностициран с милиарна туберкулоза, включително в мозъка. Преместен е в Балтимор, но лечението не е успешно.
Томас Улф умира на 15 септември 1938 г. в Балтимор.
Голяма част от произведенията му са издадени след смъртта му. В творчестното си е известен със смесването на оригинална, поетична и импресионистична проза с автобиографичен стил. Книгите му, написани и публикувани в периода между 20-те и 40-те години на 20. век, отразяват американската култура и нравите от този период, филтрирани през чувствителната и аналитична душа на писателя. Той остава важен писател в съвременната американска литература, като един от първите майстори на автобиографичната белетристика и се счита за най-известния писател на Северна Каролина.
В негова чест къщата му, в която е отраснал в Ашвил, е превърната в Мемориален музей през 1976 г.

## Произведения

### Самостоятелни романи
- Look Homeward, Angel (1929)
Погледни към дома, ангеле : История на погребания живот, изд. „Христо Ботев“ (1995), прев. Иванка Савова
Погледни към дома, ангеле: История на един погребан живот, изд. „Екрие“ (2019), прев. Иванка Савова
- Of Time and the River (1935)

посмъртно:
- The Web and the Rock (1939)
Паяжината и скалата, изд.: „Народна култура“, София (1985), прев. Теодора Москова
- You Can't Go Home Again (1940)
- The Good Child's River (1991)
- The Web and the Root (2009)

### Сборници
- From Death to Morning (1935)
- The Hills Beyond (1941)
- A Stone, A Leaf, A Door (1945) – поезия

### Разкази
- I Have a Thing to Tell You (1936)
- Chickamauga (1937)

### Документалистика
- The Story of a Novel (1936)
- The Face of a Nation (1939)
- Letters of Thomas Wolfe (1956) – с Елизабет Ноуел

### Екранизации
- 1953 Of Time and the River – ТВ филм
- 1953 Of Time and the River, 2-ра част – ТВ филм
- 1961 Schau heimwärts, Engel – ТВ филм, по „Погледни към дома, ангеле“
- 1965 Willkommen in Altamont – ТВ филм
- 1966 Herrenhaus – ТВ филм
- 1972 Look Homeward, Angel – ТВ филм
- 1972 Erinnerung an einen Sommer in Berlin – ТВ документален филм „You Can't Go Home Again“
- 1979 Не можеш да се завърнеш отново у дома, You Can't Go Home Again – ТВ филм, по „You Can't Go Home Again“ – Лий Грант, Крис Сарандън, Хърд Хатфийлд
- 1989 Days in the Yellow Leaf – късометражен

## Книги за Томас Улф
- My Experiences with Thomas Wolfe (1951) – от Вардис Фишър
- Thomas Wolfe and Maxwell Perkins (1951) – от Вардис Фишър
- Thomas Wolfe as I Knew Him (1963) – от Вардис Фишър
- Look Homeward (1987) – от Дейвид Хърбърт Доналд